# Революционная Каталония
Революционная Каталония (исп.Cataluña Revolucionaria) — название периода с 21 июля 1936 по 8 мая 1937 годов, когда автономный регион Каталония во время гражданской войны в Испании находился под сильным влиянием различных анархистских, коммунистических и социалистических организаций. Хотя конституционный Женералитат Каталонии оставался у власти и даже брал под свой контроль большую часть полномочий центрального правительства Испании на данной территории, профсоюзы де-факто контролировали большую часть экономики и вооруженные силы, в которые входят Национальная конфедерация труда (CNT), которая была доминирующей организацией в то время, и тесно связанная с ней Федерация анархистов Иберии (FAI), Всеобщий союз трудящихся (UGT), ПОУМ (Рабочая партия марксистского единства) и Объединённая социалистическая партия Каталонии (PSUC)
Данный период берёт своё начало в Испанской революции 1936 года, в результате которой рабочие перехватили контроль над предприятиями и фабриками, было установлено коллективное хозяйство в сельской местности, а также стали проводиться рейды и нападения на испанских националистов и католическое духовенство . Растущее влияние правительства Народного фронта Коммунистической партии Испании и его стремление национализировать революционные комитеты и ополченские силы привели к конфликту с НКТ-ФАИ и ПОУМ, что привело к майским дням и возможной замене НКТ на ОСПК как основная политическая сила в Каталонии до её поражения от националистических сил в 1939 году.

## История

### Предыстория
В начале XX века популярность идей социализма и анархизма росла по всей Испании. В Каталонии, которая была сильно индустриализированной и оплотом анархо-синдикалистских профсоюзов, было широко распространено недовольство. Серия забастовок из-за сокращения заработной платы и в ответ на призыв в армию для Второй мелильской кампании в Марокко завершилась Трагической неделей (25 июля — 2 августа 1909 г.), во время которой рабочие подняли восстание, но были подавлены армией. Анархо-синдикалистская Национальная конфедерация труда (CNT) была сформирована в октябре 1910 года и немедленно призвала к всеобщей забастовке, которая была подавлена военными. Дальнейшие забастовки последовали в 1917 и 1919 годах на фоне растущего насилия между полицией и профсоюзами. После объявления НКТ вне закона в 1927 году во время диктатуры Мигеля Примо де Риверы, ей на замену была создана Федерация анархистов Иберии (ФАИ). Её радикальные члены, также входившие в НКТ, оказывали значительное влияние на других членов профсоюза. Во времена Второй Испанской республики анархисты продолжали возглавлять восстания, такие как восстание в Касас-Вьехас в 1933 году и забастовка астурийских шахтеров в 1934 году, которая была жестоко подавлена Франсиско Франко с помощью мавританских войск.

### Начало конфликта
Во время мятежа в июле 1936 года анархистские и социалистические ополчения вместе с республиканскими силами, включая боевую и гражданскую гвардию, разгромили силы националистической армии в Каталонии и некоторых территориях восточного Арагона. Национальная конфедерация труда теперь вышла на передний план как самая могущественная организация в Барселоне, захватив множество вооружений и стратегических зданий, таких как телефонная станция и почтовые отделения. Через различные заводские и транспортные комитеты они доминировали в экономике Каталонии. Несмотря на свой ярый антиэтатизм, они решили не свергать каталонское правительство. Президент Женералитата Каталонии и глава Левой республиканской партии Каталонии (ERC) Луис Компанис в целом соглашался с НКТ, но опасался присвоения ими средств производства. CNT и Компанис совместно работали над созданием Центрального комитета антифашистских ополчений, который стал главным руководящим органом в регионе.

### Присоединение анархистов к правительству
Несмотря на то, что анархическая философия была против централизованного правительства в любой форме и что CNT-FAI всегда избегала парламентской политики, нападая на социалистов за сотрудничество с государством, к сентябрю 1936 года они решили присоединиться к Женералитату Каталонии. НКТ опасалась, что оружие кончится и что они будут изолированы, если Женералитат под руководством Луиса Компаниса сформирует правительство с Объединённой социалистической партией Каталонии. Члены CNT заполнили министерства здравоохранения, снабжения и экономики, а Центральный комитет антифашистской милиции был распущен.
Вскоре после этого НКТ также вошла в состав национального правительства. 18 октября пленарное заседание региональных федераций CNT предоставило секретарю национального комитета Хорасио Мартинесу Прието полномочия на проведение переговоров с премьер-министром Франсиско Ларго Кабальеро. Представители CNT Хуан Гарсиа Оливер, Хоан Пейро, Федерика Монтсени-и-Манье и Хуан Лопес заняли места в кабинете Кабальеро. Они взяли под свой контроль национальные министерства юстиции, промышленности, здравоохранения и торговли соответственно. НКТ считала эту «максимальную уступку, совместимую с её антиавторитарным духом» решающей для победы в войне. Между «коллаборационистами» и «воздержавшимися» анархистами в CNT были широко распространенные трения и дебаты. Многие анархисты за пределами Испании (например, Александр Шапиро) критиковали CNT-FAI за вход в правительство. Анархисты также были обеспокоены растущей властью коммунистов в правительстве. Министр здравоохранения-анархистка Федерика Монтсени позже объяснила: «В то время мы видели только реальность ситуации, созданной для нас: коммунисты в правительстве и мы снаружи, многочисленные возможности и все наши достижения оказались под угрозой».
Некоторые анархисты за пределами Испании считали свои уступки необходимыми, учитывая возможность победы националистов в войне. Эмма Гольдман сказала: «Поскольку Франко стоит у ворот Мадрида, я вряд ли могу винить CNT-FAI в том, что она выбрала меньшее зло: участие в правительстве, а не диктатуру, самое смертоносное зло».

### Эпоха рабочего самоуправления
По всей Каталонии многие отрасли экономики попали под контроль анархистской НКТ и социалистических профсоюзов ВСТ, под их руководством было реализовано рабочее самоуправление. В их число входили железные дороги, трамваи, автобусы, такси, судоходные, электросветовые и энергетические компании, газовые и водопроводные заводы, машиностроительные и автосборочные заводы, шахты, мельницы, фабрики, предприятия пищевой промышленности, театры, газеты, бары, гостиницы, рестораны, ведомства. магазины и тысячи жилищ, ранее принадлежавших высшим классам. Хотя НКТ была ведущей организацией в Каталонии, она часто делила власть с ВСТ. Например, контроль над Национальной телефонной компанией Испании был передан совместному комитету CNT-UGT.
Профсоюзный контроль распространился и на малые предприятия ремесленников и торговцев среднего класса. В Барселоне НКТ коллективизировала продажу рыбы и яиц, бойни, переработку молока и рынки фруктов и овощей, подавляя всех дилеров и продавцов, которые не входили в коллектив. Многие розничные торговцы присоединились к коллективам, но другие отказались, желая более высокой заработной платы, чем рабочие. По всему региону комитеты CNT заменили дистрибьюторов и торговцев среднего класса во многих предприятиях, включая розничных и оптовых торговцев, владельцев отелей, кафе и баров, оптиков и врачей, парикмахеров и пекарей. Хотя НКТ пыталась убедить представителей среднего класса и мелкой буржуазии присоединиться к революции, они, как правило, не приветствовали революционные изменения, желая чего-то большего, чем просто экспроприация их предприятий под силой или угрозой применения силы и заработной платы рабочего.

Первоначально на новых коллективизированных заводах возникли различные проблемы. Член CNT Альберт Перес-Баро описывает первоначальную экономическую неразбериху:
После первых дней эйфории рабочие вернулись на работу и оказались без ответственного руководства. Результатом этого стало создание рабочих комитетов на заводах, в мастерских и на складах, которые пытались возобновить производство со всеми проблемами, которые повлекло за собой преобразование такого рода. Из-за недостаточной подготовки и саботажа некоторых оставшихся технических специалистов многие другие бежали вместе с владельцами, рабочие комитеты и другие импровизированные органы были вынуждены полагаться на руководство профсоюзов… Не имея подготовки в экономических вопросах, профсоюзные лидеры, скорее с доброй волей, чем с успехом, начали издавать директивы, которые сеяли замешательство в заводских комитетах и огромный хаос на производстве. Это усугублялось тем, что каждый профсоюз… давал разные и зачастую противоречивые инструкции.
В ответ на эти проблемы Женералитат Каталонии при поддержке НКТ утвердил 24 октября 1936 года декрет о «Коллективизации и рабочем контроле». меньше можно было бы коллективизировать, если бы большинство рабочих согласились. Все коллективизированные предприятия должны были присоединиться к общим промышленным советам, которые были бы представлены в децентрализованном агентстве планирования , Экономическом совете Каталонии. Представители Женералитата будут назначаться НКТ в эти региональные советы. Целью этой новой формы организации будет обеспечение экономического планирования для гражданских и военных нужд и прекращение эгоизма более процветающих отраслей путем использования их прибылей для помощи другим. Однако этим планам либертарного социализма, основанного на профсоюзах, противостояли социалисты и коммунисты, которые хотели национализировать промышленность, а также профсоюзы, которые не хотели отдавать свою прибыль другим предприятиям. Другая проблема, с которой столкнулась НКТ, заключалась в том, что, хотя многие коллективизированные фирмы были банкротами, они отказывались использовать банки, поскольку финансовые учреждения находились под контролем социалистического ВСТ . В результате многие были вынуждены обратиться за помощью к правительству, обратившись к Хуану Пейро, министру промышленности НКТ. Однако социалисты и коммунисты в правительстве не позволили Пейро сделать какой-либо шаг, способствующий коллективизации.
После первоначального сбоя профсоюзы вскоре начали общую реорганизацию всех профессий, закрыв сотни мелких заводов и сосредоточив внимание на тех немногих, которые лучше оснащены, улучшая условия труда. В регионе Каталонии было закрыто более семидесяти литейных заводов, а производство сосредоточилось вокруг двадцати четырёх более крупных литейных предприятий. CNT утверждала, что меньшие заводы были менее эффективными и безопасными. В Барселоне были закрыты 905 небольших салонов красоты и парикмахерских, а их оборудование и работники были сосредоточены в 212 крупных магазинах.
В некоторых случаях на раннем этапе возникали проблемы с производством, однако Эмма Гольдман подтвердила, что производительность промышленности увеличилась почти вдвое по всей стране, а урожайность в сельском хозяйстве увеличилась «на 30-50 %».
Анархические коммуны часто производили больше, чем до коллективизации. Недавно освобожденные зоны работали на полностью либертарных принципах; решения принимались советами простых граждан без какой-либо бюрократии. Руководство CNT-FAI в то время было далеко не таким радикальным, как рядовые члены, ответственные за эти радикальные изменения.
Другим аспектом революции стал подъём анархо-феминистского женского движения Mujeres Libres. Организация, насчитывающая 30 000 членов, открывала школы для обучения женщин и работала над тем, чтобы убедить проституток отказаться от своего образа жизни. Анархо-феминистки утверждали, что свержение патриархального общества столь же необходимо для личной свободы, как и создание бесклассового общества. Чтобы продемонстрировать это новое половое равенство, некоторые женщины даже воевали на фронте (не более тысячи), а ещё несколько вступали в женские батальоны в тылу. Однако Майкл Сейдман утверждает, что сексизм все ещё присутствовал — в некоторых коллективах женщинам по-прежнему платили меньше, чем мужчинам, и им могло быть отказано в избирательных правах, в то время как одинокие женщины могли быть исключены из коллектива (поскольку у них не было более продуктивного мужа для ведения сельского хозяйства). труд). Некоторые лидеры-мужчины считали, что женщинам просто не хватает приверженности революционным принципам. Однако Сейдман также утверждает, что женщины все равно могут получить выгоду от коллективов; молодые женщины пользовались относительной свободой от религиозного доминирования, особенно когда дело касалось сексуальности и образования, которую коллективизация принесла в некоторые деревни.

### Процесс коллективизации в сельской местности
Так же, как и в городах, крестьянские революционеры захватывали землю в деревнях и организовывали колхозы. По словам профессора Эдварда Э. Малефакиса, от половины до двух третей всех обрабатываемых земель в республиканской Испании было конфисковано. Мишенью были в основном мелкие и средние землевладельцы, поскольку большая часть крупных землевладений перешла на сторону националистов. Однако историк Майкл Сейдман утверждает, что, хотя коллективизация была заметной, она все ещё была практикой меньшинства. Сейдман также утверждает, что большинство крестьян предпочли индивидуальное сельское хозяйство, а коллективы, как правило, существовали в море мелких и средних владельцев собственности, и что даже в регионе Арагона, который считался более революционным, чем Каталония и оплот НКТ, только около 40 % земли были коллективизированы.
Коллективизация в деревне обычно начиналась с создания комитетов НКТ-ФАИ. Эти комитеты коллективизировали землю богатых, а в некоторых случаях и почву бедных. Хозяйственные постройки, техника, транспорт и скот также были коллективизированы. Запасы продовольствия и другие удобства хранились на коммунальном складе под контролем комитета. Во многих населенных пунктах местные комитеты выпускали собственные неконвертируемые бумажные деньги; На эти деньги выплачивалась заработная плата, размер которой определялся размером семьи. Товары местного производства были бесплатными, если их было много, или их можно было купить на общем складе. Выпущенные государством конвертируемые деньги использовались только в торговле с регионами, которые не приняли эту систему, а торговля с другими анархистскими регионами велась путем бартера . Поскольку комитет контролировал всю денежную массу, поездка в другой регион требовала получения разрешения и конвертируемых денег от комитета.
Для НКТ коллективизация была ключевым компонентом революции; они опасались, что мелкие землевладельцы и фермеры-арендаторы составят ядро нового класса землевладельцев и выступят препятствием на пути революции. Анархисты также считали, что частная собственность на землю создает буржуазный менталитет и ведет к эксплуатации. Хотя официальная политика НКТ заключалась в мирной добровольной коллективизации, и многие мелкие фермеры и крестьяне-собственники добровольно вступали в коллективы, большая часть из них выступала против коллективизации или присоединялась только после крайнего принуждения. Присутствие вооруженных ополченцев НКТ также навело страх на тех, кто выступал против коллективизации. Те мелкие землевладельцы, которые отказывались от коллективизации, не имели возможности нанимать рабочих и обычно были вынуждены продавать свой урожай непосредственно комитетам на их условиях. Им также часто отказывали в услугах коллективизированных предприятий, таких как парикмахерские и пекарни, в пользовании общественным транспортом, сельскохозяйственным оборудованием и поставками продуктов питания с общественных складов. Все это экономическое давление в совокупности заставило многих фермеров-арендаторов и мелких землевладельцев отказаться от своей земли и присоединиться к коллективам.
Некоторые присоединились к коллективам добровольно, другие, особенно в начале революции, были вынуждены присоединиться к коллективам анархистскими ополченцами. Анархо-синдикалистское периодическое издание «Солидаридад Обрера» сообщало: «Были совершены определённые злоупотребления, которые мы считаем контрпродуктивными. Мы знаем, что определённые безответственные элементы напугали мелких крестьян и что до сих пор в их повседневной работе отмечается определённая апатия».

Добровольный характер сельской коллективизации варьировался от региона к региону. По словам Ральфа Бейтса: «Хотя было много злоупотреблений, принудительной коллективизации и т. д., было много хороших коллективов, то есть добровольных». Анархистка Эмма Гольдман отметила, что рабочие в коллективах считали своим долгом убедить своих коллег в том, что совместный труд лучше, написав:
В своей природной мудрости наши товарищи из Albalate de Cinca рассудили, что их долг — продемонстрировать высочайшее качество совместной работы. Они сказали мне, что «как только мы сможем доказать нашим братьям, что коллективный труд экономит время и силы и приносит большие результаты каждому члену коллектива, крестьяне, стоящие сейчас в стороне, присоединятся к нам».
Ряд ученых и писателей, говорящих о гражданской войне в Испании, возражают, что наличие «климата принуждения» было неизбежным аспектом войны, в котором анархистов нельзя справедливо винить, и что наличие преднамеренного принуждения или прямой силы была минимальной, о чём свидетельствует в целом мирная смесь коллективистов и инакомыслящих-индивидуалистов, которые предпочли не участвовать в коллективной организации. Последнее мнение выражено историком Энтони Бивором в его книге «Битва за Испанию: Гражданская война в Испании, 1936—1939» .
Оправданием этой операции (чьи «очень жесткие меры» шокировали даже некоторых членов партии) было то, что, поскольку все коллективы были созданы силой, Листер просто освобождал крестьян. Несомненно, давление имело место, и, несомненно, в некоторых случаях в пылу после восстания применялась сила. Но сам факт, что каждая деревня представляла собой смесь коллективистов и индивидуалистов, показывает, что крестьян не принуждали к коллективному ведению хозяйства под дулом пистолета.
Историк Грэм Келси также утверждает, что анархистские коллективы в первую очередь поддерживались благодаря либертарным принципам добровольного объединения и организации, и что решение присоединиться и участвовать в целом было основано на рациональном и сбалансированном выборе, сделанном после дестабилизации и фактического отсутствия капитализма как мощной силы. фактор в регионе, заявив:
Либертарный коммунизм и аграрная коллективизация не были экономическими терминами или социальными принципами, навязанными враждебному населению специальными группами городских анархо-синдикалистов, а образцом существования и средством сельской организации, перенятыми из сельскохозяйственного опыта сельскими анархистами и принятыми местными комитетами как единый принцип. наиболее разумная альтернатива частично феодальному, частично капиталистическому способу организации, который только что рухнул.
Проанархистские аналитики также уделяют внимание многим десятилетиям организации и более короткому периоду агитации CNT-FAI, которая должна была послужить основой для высокого уровня членства по всей анархистской Испании, что часто называют основой популярности анархистских коллективов, а не какое-либо присутствие силы или принуждения, которое якобы вынуждало нежелающих людей принудительно участвовать.
Майкл Сейдман отмечает, что, в отличие от советского опыта, многие коллективы действовали добровольно и по принципу «снизу вверх». Однако присутствовал и элемент принуждения — террор и беспорядки побуждали сопротивляющихся людей подчиняться радикальным властям. Кроме того, коллективы нередко фактически бойкотировали лиц, не являющихся членами, вынуждая их присоединяться, если в противном случае они не хотели столкнуться с серьёзной борьбой. Владельцы собственности были возмущены конфискацией их земли и запретом на использование наемного труда. Однако, отмечает Сейдман, несмотря на принуждение, многие сельские испанцы также добровольно присоединились, веря, что они будут наслаждаться хорошей жизнью, обещанной различными формами социализма и коммунизма.
Сейдман также отмечает, что крестьяне не всегда были такими революционными или идеологическими, как хотелось бы анархистам; семьи могли присоединиться к коллективу не потому, что они соглашались с его принципами, а скорее для того, чтобы получать лучшие пайки. Более индивидуалистические издольщики откажутся от коллективов. Анархисты выразили разочарование тем, что крестьян больше интересовало то, что они могут получить от коллектива, чем приверженность революционным идеалам. В более широком масштабе, утверждает Сейдман, хотя коллективы, возможно, и поощряли солидарность внутри страны, на местном уровне они способствовали организованному эгоизму. Коллективы поощряли автаркию и самодостаточность, отказываясь делиться с другими коллективами. Должностные лица CNT сокрушались по поводу «эгоизма» коллективов, обнаруживая, что коллективы сопротивляются контролю (движимые опасениями, что чиновники CNT будут их эксплуатировать, что, по мнению Сейдмана, не всегда было необоснованным страхом). Из-за инфляции во время войны и экономических проблем республиканское правительство изо всех сил пыталось стимулировать коллективы следовать своей политике.
Разочарованный средний класс вскоре нашел союзников в Коммунистической партии, которая была довольно умеренной по сравнению с НКТ, в целом была против массовой коллективизации революции и призывала к уважению собственности мелких землевладельцев и торговцев. Они защищали право мелкого собственника нанимать рабочих и контролировать сбыт своего урожая без вмешательства местных комитетов. Этот умеренный коммунистический призыв к среднему классу соответствовал стратегии Коминтерна по созданию союза народного фронта с либеральными и республиканскими центристскими партиями. Однако в некоторых случаях попытки коммунистов подорвать коллективы на самом деле могли быть результатом того, что коммунистические солдаты просто грабили коллективы в поисках припасов, поскольку военное время нарушило логистику, а солдаты возмущались тем, что они считали грабительскими крестьянскими ценами.
Коллективы испытывали и внутренние трудности, особенно в связи с затягиванием войны. Непродуктивные члены вызывали растущую озабоченность, и коллективы в ответ вводили правила о том, кто может присоединиться к коллективу. Статус пожилых людей, сирот, инвалидов и вдов вызывал особые разногласия из-за снижения производительности этих членов. Размер семьи стал проблемой, поскольку семьям платили заработную плату в зависимости от количества детей, а большие семьи пользовались услугами коллектива, что оказалось финансовым бременем, которое меньшие семьи возмущались поддерживать. Коллективы также не любили и не доверяли некоторым социальным группам: цыгане считались обузой и лишены революционного участия. Беженцы в коллективе также были проблемой, поскольку существующие члены иногда считали себя более созвучными коллективистскому духу и чувствовали, что беженцы были обузой, иногда враждебно реагируя на независимые усилия новых членов, в то время как беженцы думали, что они жертвы дискриминации. Также может возникнуть напряженность между рабочими и теми, кто отвечает за управление производством, а также споры о том, сколько работы члены должны вкладывать в коллектив.
По словам историка Стэнли Пейна, социальные последствия революции были менее радикальными, чем экономические; хотя в крупных городских районах произошли некоторые социальные изменения (Барселона подчеркивала «пролетарский стиль», а в Каталонии создали недорогие учреждения для абортов), взгляды низших классов оставались довольно консервативными, и было сравнительно мало подражания «революционной морали».

### Силы ополчения
После военного восстания Республика осталась с уничтоженным офицерским корпусом и сильно ослабленной армией в регионах, которые она все ещё контролировала. Поскольку армия не смогла противостоять восстанию, боевые действия в основном выпали на долю отрядов ополчения, организованных различными профсоюзами. Хотя армейские офицеры присоединялись к этим колоннам, они находились под контролем той организации, которая их сформировала. Ополченцы столкнулись с множеством проблем. Они были неопытны, им не хватало дисциплины и единства действий. Соперничество между различными организациями усугубляло отсутствие какого-либо централизованного командования и генерального штаба . Назначенные профессиональные офицеры не всегда пользовались уважением. Им также не хватало тяжелого вооружения. Ополченцы часто покидали фронт, когда хотели. Офицер-республиканец майор Аберри сказал о ополченцах, с которыми он столкнулся на Арагонском фронте: «Для них было самым естественным в мире покинуть фронт, когда было тихо. Они ничего не знали о дисциплине, и было ясно, что никто не беспокоился проинструктировать их по этому предмету. После сорокачасовой недели на фронте им стало скучно, и они покинули его».
В первые месяцы военное министерство имело мало власти над транспортом и было вынуждено полагаться на Национальный комитет автомобильного транспорта, контролируемый CNT и UGT. Комитеты, профсоюзы и партии в значительной степени игнорировали требования военного министерства и сохранили оборудование и транспортные средства для себя и своих собственных ополчений. В ополчении НКТ не было никакой иерархии, никаких званий, особой униформы или различий в оплате и расквартировании. Они были организованы в столетия с демократически избранными лидерами, не имевшими постоянной власти.
Колонна начиналась с 3000 солдат, но на пике своего развития насчитывала около 8000 человек. Им было трудно получить оружие от подозрительного республиканского правительства, поэтому Буэнавентура Дуррути и его люди компенсировали это, конфисковав неиспользованное оружие из правительственных запасов. Смерть Дуррути 20 ноября 1936 года ослабила колонну духом и тактическими способностями; в конечном итоге указом они были включены в состав регулярной армии. На похоронах Дуррути присутствовало более четверти населения Барселоны. До сих пор неизвестно, как умер Дуррути. Согласно книге «Дуррути: Народ, вооруженный Абелем Пасом», Дуррути был обстрелян из больницы, захваченной националистами, когда он был безоружен и бежал. Другой отчет о смерти Дуррути дан в книге Энтони Бивора «Гражданская война в Испании», где говорится, что Дуррути был убит, когда из-за неосторожного обращения выстрелил пистолет-пулемет товарища. По оценкам Бивора, анархисты в то время утверждали, что Дуррути был убит снайпером-националистом «по моральным соображениям и пропаганде».
Из-за необходимости создания централизованной армии Коммунистическая партия выступала за создание регулярной армии и интеграцию ополченцев в эту новую силу. Они были первой партией, которая распустила свои силы ополчения, включая пятый полк, одно из самых эффективных подразделений на войне, и создала смешанные бригады, составившие ядро новой Народной армии. Эти подразделения находились под строгим контролем комиссаров Коммунистической партии и под командованием опытных армейских офицеров. Коммунистическая партия в конечном итоге стала доминировать в руководстве новой армией через своих комиссаров, которые использовали любые средства, имеющиеся в их распоряжении, включая насилие и угрозы смертью, для увеличения числа членов партии. Советники Советской армии и агенты НКВД также имели значительное влияние в новых вооруженных силах.
НКТ, ПОУМ и другие социалистические формирования первоначально сопротивлялись интеграции. НКТ считала, что ополченцы представляют волю народа, в то время как централизованная армия противоречит его антиавторитарным принципам . Они также боялись армии как органа коммунистической партии, и эти опасения были подкреплены историческим подавлением русских анархистов большевиками во время русской революции . Однако CNT в конечном итоге была вынуждена пойти на милитаризацию, поскольку правительство отказалось снабжать и вооружать своих ополченцев, если они не присоединятся к регулярной армии. Опыт лидеров НКТ на фронте с плохо организованными ополченцами и примеры лучше структурированных подразделений, таких как интернациональные бригады, также заставили их изменить свое мнение и поддержать создание регулярной армии. НКТ провела собственную милитаризацию. Гельмут Рюдигер из Международной ассоциации рабочих (AIT) сообщил в мае 1937 года: «Сейчас в центральной зоне находится армия НКТ в тридцать три тысячи человек, прекрасно вооруженных, хорошо организованных и имеющих членские билеты НКТ с первых дней». до последнего человека, под контролем офицеров, также принадлежащих к НКТ". Милитаризации по-прежнему сопротивлялись самые радикальные анархисты внутри CNT-FAI, которые были чрезвычайно увлечены своими либертарными идеалами. Знаменитая и печально известная «Железная колонна» яростнее сопротивлялась милитаризации, чем любое другое подразделение. Состоящая из анархистов из Валенсии и освобожденных заключенных, «Железная колонна» критиковала CNT-FAI за присоединение к национальному правительству и защищала систему милиции в своем периодическом издании Linea de Fuego. НКТ отказалась снабжать их оружием, и в марте 1937 года они были включены в состав регулярной армии.
После падения правительства Франсиско Ларго Кабальеро и прихода к доминированию Коммунистической партии в вооруженных силах интеграция ополчений ускорилась, и большинство подразделений было вынуждено присоединиться к регулярной армии.

### Майские события
Во время Гражданской войны Коммунистическая партия Испании приобрела значительное влияние благодаря тому, что республиканские силы полагались на оружие, припасы и военных советников из Советского Союза. Более того, Коммунистическая партия (теперь действующая как доминирующая сила в Каталонии) постоянно заявляла, что она продвигает «буржуазную демократию» и борется в защиту республики, а не за пролетарскую революцию. Противодействие коллективизации и сокрытие истинной природы испанской революции со стороны Коммунистической партии было главным образом вызвано опасениями, что создание революционного социалистического государства вызовет антагонизм западных демократий. PSUC также стала главным защитником каталонского среднего класса от коллективизации, создав Каталонскую федерацию малых бизнесменов и промышленников (GEPCI), куда входило около 18 000 торговцев и ремесленников.
Нападки партии на революцию, особенно замена революционных комитетов регулярными органами государственной власти, привели её к конфликту с НКТ-ФАИ, основным сторонником революционных комитетов и самой мощной организацией рабочего класса в Каталонии. Революционная газета Boletín de Información заявила, что: «Тысячи пролетарских бойцов на фронтах сражаются не за „демократическую республику“. Это пролетарские революционеры, которые взяли в руки оружие, чтобы совершить революцию. Отсрочка торжества последней до победы в войне значительно ослабила бы боевой дух рабочего класса… Революция и война — это неотделимо. Все, что говорится противное, есть реформистская контрреволюция». Несмотря на это, министры НКТ в правительстве также согласились с декретами о роспуске революционных комитетов, в основном потому, что они считали, что это приведет к более тесным связям с Великобританией и Францией.
В Каталонском Женералитате власть была разделена между НКТ, PSUC и Левыми республиканцами Каталонии (ERC). Другой влиятельной партией в Барселоне была ПОУМ, которая поддерживала антисталинистскую крайне левую идеологию, за что была осуждена ОСПК как троцкистская и даже фашистская. В свою очередь, газета ПОУМ La Batalla обвинила ОСПК в контрреволюционности. В декабре 1936 года НКТ и ОСПК согласились вывести ПОУМ из каталонского правительства. Возможно, на это повлиял советский консул Владимир Антонов-Овсеенко, который пригрозил отозвать поставки оружия. Теперь PSUC стремилась ослабить комитеты CNT посредством союза с городским средним классом и сельскими фермерами-арендаторами в Unió de Rabassaires. Они приняли указ о запрете комитетов, но не смогли эффективно его обеспечить. Это произошло потому, что власть полиции в Барселоне была разделена между патрулями, контролируемыми CNT под руководством Хунты безопасности, и Штурмовой и национальной республиканской гвардией под руководством комиссара полиции Родригеса Саласа, члена PSUC. Затем ОСПК и ERC приняли ряд указов о роспуске патрулей и создании единого объединённого корпуса безопасности. Представители НКТ в Женералитате не возражали, но среди анархистов и ПОУМ было широко распространено недовольство. Дальнейшие декреты Женералитата, которые призывали призывников, распускали военные комитеты и предусматривали интеграцию ополчений в регулярную армию, вызвали кризис, в результате которого министры НКТ вышли из правительства в знак протеста. ПОУМ также выступила против этих указов. Напряженность только усилилась после широко разрекламированных убийств секретаря PSUC Рольдана Кортады и президента анархистского комитета Антонио Мартина. Вооруженные рейды и попытки республиканской гвардии разоружить анархистов, а также захват городов вдоль французской границы у революционных комитетов заставили НКТ мобилизовать и вооружить своих рабочих.
Во время так называемых Майских дней в Барселоне 1937 года боевые действия вспыхнули после того, как гражданская гвардия попыталась захватить телефонное здание, принадлежащее CNT, на площади Каталонии в Барселоне. Гражданская гвардия заняла первый этаж телефонного здания, но не смогла подняться на верхние этажи. Вскоре прибыли грузовики с вооруженными анархистами. Члены совета CNT потребовали отстранения от должности комиссара полиции Родригеса Саласа, но Луис Компанис отказался. ПОУМ поддержала НКТ и посоветовала им взять город под свой контроль, но НКТ призвала рабочих прекратить боевые действия. Поскольку ситуация ухудшалась, встреча делегатов CNT из Валенсии и Женералитата под руководством Компаниса согласовала прекращение огня и новое временное правительство, но, несмотря на это, боевые действия продолжались. Несогласные анархисты, такие как «Друзья Дуррути» и радикальные члены ПОУМ, наряду с большевиками-ленинистами, распространяли пропаганду продолжения боевых действий. В среду, 5 мая, премьер-министр Ларго Кабальеро, находясь под постоянным давлением со стороны ОСПК, требующей взять под контроль общественный порядок в Каталонии, назначил полковника Антонио Эскобара из Республиканской гвардии делегатом по вопросам общественного порядка, но по прибытии в Барселону, Эскобар был ранен и тяжело ранен. После постоянных призывов НКТ, ПОУМ и ВСТ к прекращению огня, утром 6 мая боевые действия утихли. Вечером до Барселоны дошли новости о приближении к городу 1500 штурмовиков. НКТ согласилась на перемирие после переговоров с министром внутренних дел в Валенсии. Они согласились, что на штурмовиков не будут нападать, пока они будут воздерживаться от насилия, и что НКТ прикажет своим членам покинуть баррикады и вернуться к работе. 7 мая штурмовые отряды без сопротивления вошли в Барселону, но вскоре в городе оказалось двенадцать тысяч правительственных войск.

### Внутренние конфликты в правительстве и среди анархистов
Несмотря на продолжающиеся нападки со стороны PCE, CNT в конечном итоге согласилась подписать пакт о сотрудничестве с UGT, в котором теперь доминируют коммунисты (PCE проникла в UGT и сместила Ларго Кабальеро с его должности в его исполнительной власти). Пакт должен был гарантировать законность оставшихся коллективов и рабочего контроля, в то же время признавая власть государства в таких вопросах, как национализация промышленности и вооруженных сил. На самом деле коллективам так и не был предоставлен юридический статус, а соглашение послужило дальнейшему разделению анархистского движения на антиэтатистский и коллаборационистский лагеря.
7 марта 1938 года националистические силы начали массированное наступление в Арагоне. Им удалось настолько полностью проломить оборону республиканцев, что к 15 апреля их силы достигли побережья Средиземного моря, разделив республиканскую территорию на две части. Каталония теперь была отрезана от остальной территории Республики.
К 1938 году Коммунистическая партия также контролировала недавно созданную Службу военных расследований. В СИМ фактически доминировали члены Коммунистической партии, союзники и советские агенты, такие как Александр Михайлович Орлов, и они использовались как инструмент политических репрессий. По словам баскского националиста Мануэля де Ирухо, «сотни и тысячи граждан» были привлечены к ответственности трибуналами SIM и подвергнуты пыткам в секретных тюрьмах SIM. Репрессии со стороны SIM, а также указы, которые подрывают каталонскую автономию путем национализации каталонской военной промышленности, портов и судов, вызвали широкое недовольство в Каталонии среди всех социальных классов. Отношения между Женералитетом и центральным правительством Негрина, которое теперь базируется в Барселоне, ухудшились после отставки Хайме Эгуаде, представителя Левой республиканской партии Каталонии (ERC) в правительстве, и Мануэля де Ирухо, министра баскских националистов. В настоящее время среди республиканцев, каталонцев, басков и социалистов широко распространена враждебность по отношению к правительству Негрина. Поскольку коммунисты были вынуждены все больше и больше полагаться на свое господство в армии и полиции, моральный дух на фронте упал, поскольку бесчисленное количество несогласных анархистов, республиканцев и социалистов было арестовано или расстреляно комиссарами и агентами СИМ.
Тем временем внутри НКТ и ФАИ нарастал раскол. Ведущие деятели, такие как Хорасио Прието и министр образования Сегундо Бланко, выступали за сотрудничество с национальным правительством. Несогласные анархисты, такие как Хасинто Торихо, директор Solidaridad Obrera и делегат FAI Педро Эррера, резко критиковали эту политику. Торихо был отстранен от должности национальным комитетом НКТ 7 мая 1938 года. За два месяца до падения Каталонии с 16 по 30 октября 1938 года в Барселоне прошел национальный пленум либертарных социалистов. На нем присутствовала Эмма Гольдман . и она защищала ФАИ в «противлении растущему посягательству правительства Негрина на либертарные достижения». По словам Хосе Пейратса, Хорасио Прието выступал за «неприкрытый реформизм, граничащий с марксизмом», и что «по-настоящему эффективные действия» возможны только через «органы власти». Он также раскритиковал наивность анархистов за «отсутствие конкретных планов».

### Падение Каталонии
В период с июля по ноябрь 1938 года республиканские силы начали свое крупнейшее наступление, целью которого было воссоединить их разделенную территорию с Каталонией. Не имея поддержки с воздуха, бронетехники и тяжелой артиллерии, Народная армия потерпела сокрушительное поражение в катастрофической битве на Эбро. По словам Бивора, потери республиканцев достигли 30 000 человек. Народная армия была практически уничтожена. Это была последняя акция интернациональных бригад и республиканских ВВС. 23 декабря националистические силы начали наступление на Каталонию. К настоящему времени большинство каталонцев были деморализованы и устали от боевых действий. Отчужденная правительством Негрина и национализацией промышленности Коммунистической партией, НКТ была полна пораженчества и внутреннего раскола. Пи Суньер, мэр Барселоны и лидер ERC, сказал президенту Асанье, что «каталонцы больше не знают, почему они воюют, из-за антикаталонской политики Негрина». Каталония была быстро завоевана националистическими войсками. После 4 дней воздушных бомбардировок (с 21 по 25 января) 26 января Барселона пала. После этого последовали пять дней грабежей и внесудебных казней со стороны националистических войск. От 400 000 до 500 000 беженцев, включая побежденную Армию Каталонии, пересекли границу с Францией. Теперь, когда националисты взяли под свой контроль, каталонская автономия была упразднена, был отменен официальный статус каталонского языка и запрещены каталонские христианские имена, сардана (национальный танец каталонцев) тоже была под запретом. Все каталонские газеты были реквизированы, а запрещенные книги изъяты и сожжены.

## Оценка
Австрийский писатель Франц Боркенау резко критиковал анархистов в Каталонии. В книге, которая также очень критиковала коммунистов, поддерживаемых Советским Союзом, он описал террор, который они причинили жителям Барселоны и их окружению.

### Военные преступления
Сообщалось, что первые недели войны суды были заменены революционными трибуналами, и вскоре последовали внесудебные казни со стороны боевиков и дружинников:
Каждый творил свое правосудие и сам его отправлял… Некоторые называли это «прокачивать человека» (пасео), но я утверждаю, что это правосудие, отправляемое непосредственно народом при полном отсутствии обычных судебных органов. -  Хуан Гарсия Оливер, министр юстиции, 1936 г.
Во время первых боевых действий несколько тысяч человек были казнены анархистскими и социалистическими боевиками на основании их предполагаемой политической преданности и социального класса:
Мы не хотим отрицать, что девятнадцатое июля принесло с собой наплыв страстей и злоупотреблений, естественное явление перехода власти из рук привилегированных в руки народа. Вполне возможно, что наша победа привела к насильственной гибели четырёх или пяти тысяч жителей Каталонии, которые числились правыми и были связаны с политической или церковной реакцией. — Диего Абад де Сантильян, редактор Solidaridad Obrera
Из-за своей симпатии к Франко Католическая церковь подверглась нападкам по всему региону. Церковные здания были сожжены или захвачены НКТ или сторонниками республиканского правительства и превращены в склады или использованы для других светских целей. Тысячи представителей католического духовенства были замучены и убиты, а многие другие бежали из страны или искали убежища в иностранных посольствах.
Энтони Бивор оценивает общее число людей, убитых в Каталонии летом и осенью 1936 года, в 8352 человека (из общего числа 38 тысяч жертв красного террора во всей Испании).